# Arma X
Arma X (Weapon X) è un immaginario progetto governativo di ricerca genetica dell'universo Marvel, creato da Len Wein e John Romita Sr. sul numero 181 di The Incredible Hulk. Condotto dal Dipartimento K del governo canadese, ha l'obiettivo di trasformare esseri umani in armi viventi. Il progetto spesso cattura mutanti ed esegue sperimentazioni su di essi per aumentare i loro superpoteri; ha sfornato personaggi noti come Wolverine, Deadpool, Omega Red, Lady Deathstrike e Sabretooth.
L'Esperimento X, vale a dire il brutale processo di fusione dell'adamantio sulle ossa di Wolverine, fu raccontato da Barry Windsor-Smith nell'arco narrativo Arma X (Weapon X) e fu in seguito ricondotto al Progetto Arma X. 
Durante la sua gestione degli X-Men nel 2002, Grant Morrison specificò che Arma X era solo il decimo di una serie di progetti, noti collettivamente come Programma Arma Plus, in cui la X rappresenta il numero 10 in forma di numero romano; secondo questa cronologia, il progetto Arma I corrispondeva al progetto del Supersoldato che avrebbe creato Capitan America.
Più avanti, Wolverine incappa nuovamente nel programma, che è stato rifondato e ora è diretto da Malcolm Colcord, un uomo sfigurato che era tra le vittime della sua ferocia durante la fuga dal sito originale; costui ha reclutato (con la forza o con gli inganni, ma in alcuni casi con semplici proposte) un nuovo gruppo di operativi, che includono il moribondo Maverick (un tempo uno dei soggetti del Programma Arma Plus, qui ribattezzato Agent Zero), Sabretooth (scelto per la sua ferocia e spietatezza, e anche lui coinvolto nel vecchio programma), Marrow, Wildchild, Aurora (ex membro di Alpha Flight, in preda a problemi psicologici), Mesmero, e l'ex agente S.H.I.E.L.D. Brent Jackson (che aveva guidato la caccia a Wolverine quando fu accusato d'aver ucciso un senatore); in più ad essi si uniscono il cyborg Garrison Kane, il mutante della Terra Selvaggia Sauron e il Dr. Robert Windsor, uno scienziato che dietro al volto tranquillo, servile e a volte umanitario nasconde il genetista Sinistro (questi lavora anche alle spalle del direttore Colcord, facendo fuggire alcuni soggetti apparentemente verso la libertà, in realtà verso i suoi laboratori personali).
Il nuovo programma Arma X entra nel mirino di Cable e del suo gruppo, e nello scontro finale tra le due fazioni le sorti del programma vengono rivoluzionate; la sconfitta manda in disgrazia Colcord e Jackson ne approfitta per assumere il comando; legittimato dai fautori nascosti del progetto, commette però l'errore di attaccare John Sublime e il programma genitore Arma Plus, e avendo fallito il colpo decide di mettere in clandestinità l'intera operazione; tra le nuove reclute c'è anche l'X-Man Chamber, mandato lì da Wolverine sotto copertura.
Dopo Morte di Wolverine appaiano ulteriori soggetti modificati da tale progetto, tra cui Fantomelle.